# Michael Pewny
Michael Pewny (Bécs, 1963. november 11. –) osztrák boogie-woogie, jazz- és blueszongorista és komponista.

## Pályafutása
Pewny az édesapjától, Leopold Pewnytől (1940-2018) hatéves korától kapott klasszikus zongoraleckéket. 13 évesen érintette meg először a boogie-woogie és a blues. Ettől kezdve ezek az irányzatok álltak zenei pályafutásának középpontjában.
1979-ben volt az első nyilvános fellépése Bécsben, a hietzingi középiskolában. 1981-ben a Wiener Clubban játszotta a Papa’s Tapast. Az érettségi után az International Business College következett Hetzendorfban. Katonai szolgálat és tanulmányok következtek: Wirtschaftsuniversität Wien és Donau-Universität Krems.
Fellépett klubokban (Jazzland, Roter Engel, Starclub Wien), 1988-ban jelent meg az első lemeze, a Vienna Boogie Woogie, Torsten Zwingenbergerrel a doboknál. 1990-ben jelentette meg a német Bellapton cég Pewnyvel és az angol Dana Gillespie énekesnővel a Left Hand Roller című CD-t.
Ezután utazások és fellépések következtek az USA-ba, leggyakrabban New Orleansba. A kremsi Jazzhouse Ramblersszel és Günther Schifterrel turnézott és lépett fel az osztrák televízióban. 1992-ben jelent meg a második CD-je Boogie on My Mind címmel, Martin Wichtllel és Sabina Ruzicka énekesnővel. Jazzfesztiválokon lépett fel Bécsben, Hamburgban, Párizsban, Münchenben, Kitzbühelben, Cincinnatiban, Ecaussinnesben, Burghausenben (Big Jay McNeelyvel és Dana Gillespievel), Ermelóban, Laroquebrouban. Utazásai Dallasba, Chicagóba és a távol-keletre tovább inspirálták. 1999-ben Al Cookkal, Martin Breinschmidttel és édesapjával, Leopold Pewnyvel közösen vették fel a Movin to Chicagot.
Színpadra lépésének 20. évfordulója alkalmából, 2000-ben jelent meg a 20 Years Jamboree. 2001-ben a Pewny által 1999-ben alapított Susy Records adta ki a Steamin Bluest. 2003-ban megjelent az első DVD-je. Ekkor lépett fel a luganói fesztiválon, Svájcban, és vett részt felvételeken Jean-Paul Amouroux-val. 2004-ben a Wiener Konzerthausban Peter Rappal lépett fel. 2007-től 2014-ig vezetője és rendezője volt a nemzetközi Brunner Blues k Boogie Woogie Festivalnak Brunn am Gebirgében. További fellépéseket követően 2012-ben jelent meg az első szólóalbuma, a Der Hollywood Pianist, miután 2009-ben az első szólóalbumáról felhasználtak egy dalt egy hollywoodi filmhez, amelyben Ben Affleck és Jennifer Aniston játszott. („Er steht einfacht nicht auf Dicht / He’s just not that into you”). 2015-ben Pewny a Funkhaus Wienben játszott.

## Magyarországon
Balázs Dániel magyar boogie-woogie zongoristával játszott együtt 2010-ben Győrben a Richter Koncertteremben. Bluesfesztiválokon vett részt Pécsett és Tatabányán. 1992-ben Budapesten a Globe Fesztiválon, 2012-ben a Metro Klubban lépett fel az Elvis-emlékesten a Memphis Patrollal és a Wild Cow Sunny-val. Együtt zenélt a Palermo Boogie Ganggel és a The Mojoval.

## Diszkográfia
- 1988/1994 LP/CD Vienna Boogie Woogie SR04CD – Torsten Zwingenberger
- 1990 Left Hand Roller SR05CD – Dana Gillespie, Fritz Weiss, Michael Strasser
- 1992 Boogie on my mind SR07CD – Martin Wichtl, Sabine Ruzicka
- 1996 Crazy bout boogie SR06CD – Christian Dozzler, Wichti Martin, M. Strasser
- 1999 Movin to Chicago SR01CD – Al Cook, Leopold Pewny, Martin Breinschmid, Jan Scheer
- 2000 20 Years Jamboree SR02Cd – Oscar Klein, Willi Meerwald, Hans Bichler, Gerd Stächelin
- 2001  Steamin Blues SR03CD – KathieKern, Sister Shirley Dydnor (USA)
- 2003 Michel Pewny meets Anke Lamprecht Going Gospel SR08CD
- 2003 The Best Of Piano Boogie Woogie Blues Live SR01CD
- 2004 Jazzy Blues SR09CD – Karen Carroll
- 2007 Michael Pewny live in Cincinnati SR10CD
- 2009 Best of 30 years SR11CD
- 2014 Michael Pewny & Big Jay McNeely live in Vienna Reigen
- 2014 Michael Pewny live in Vienna SR14CD solo
- 2015 Special Blues Nights in Vienna SR15CD
- 2017 Boogie Woogie News SR16CD – Axel Zwingenberger, Vince Weber & Friends
- 2019 Try Me SR17CD

## Fordítás
Ez a szócikk részben vagy egészben  a   Michael Pewny című német Wikipédia-szócikk ezen változatának fordításán alapul.  Az eredeti cikk szerkesztőit annak laptörténete sorolja fel. Ez a jelzés csupán a megfogalmazás eredetét és a szerzői jogokat jelzi, nem szolgál a cikkben szereplő információk forrásmegjelöléseként.